# نعناع غابي
نعناع غابي (الاسم العلمي:Mentha nemorosa) هو نوع من النباتات يتبع جنس النعناع من الفصيلة الشفوية.